# Марк Клавдій Марцелл (понтифік)
Марк Клавдій Марцелл (лат. Marcus Claudius Marcellus; 42 до н. е. — 23 до н. е.) — державний та військовий діяч ранньої Римської імперії.

## Життєпис
Походил з роду нобілів Клавдіїв Марцеллів. Син Гая Клавдія Марцелла, консула 50 року до н. е., та Октавії Молодшої, сестри імператора Августа.
У 39 році до н. е був заручений з донькою Секста Помпея з метою зміцнення миру між Секстом та тріумвірами. Однак подальше відновлення війни, поразка й загибель Секста Помпея призвели до того, що шлюб не відбувся. У 29 році до н. е., повернувшись з Єгипту, Август справив грошові роздачі римським хлопчикам на честь свого небожа. В Актійському тріумфі Марцелл верхи супроводжував колісницю Августа.
У 26—25 роках до н. е. обіймав посаду військового трибуна. На цій посаді брав участь у Кантабрійській війні. Разом з Тиберієм керував іграми і видовищами, влаштованими Августом у зв'язку із заснуванням іспанської колонії Емеріти.
У 25 році до н. е. одружився з Юлією Старшою, донькою імператора Августа і своєю кузиною. У 24 році до н. е. отримав понтифікат, преторський ранг й право займати консульську посаду на 10 років раніше законного терміну.
У 23 році до н. е. стає курульним еділом. Під час своєї каденції влаштував чудові ігри й здобув велику прихильність у народі. В цьому ж році Август тяжко захворів, проте, всупереч загальним очікуванням, не призначив Марцелла наступником, а передав державні справи Марку Віспанії Агріппі та Пізону. Це призвело до погіршення відносин між Марцеллом і Агріппою. Августу вдалося одужати, проте потім тією ж хворобою захворів сам Марцелл й наприкінці 23 року до н. е. раптово помер. За деякими відомостями, до його смерті була причетна Лівія Друзілла, дружина Августа.
Марцелла було поховано у мавзолеї Августа, а на його честь Октавія побудувала й присвятила бібліотеку, а Август — театр Марцелла.

## Родина
Дружина — Юлія Старша.